# Dumitru Furdui
Dumitru Furdui (Tică Furdui) (n. 27 octombrie 1936, Băilești, Dolj, România – d. 13 aprilie 1998, Paris, Franța) a fost un actor român.
A absolvit Institutul de Artă Teatrală și Cinematografică „I.L. Caragiale” în 1957, nu fără peripeții (este eliminat temporar în 1953), devenind ulterior interpret de comedie în teatru și televiziune. 

## Biografie
S-a născut la  27 octombrie 1936 la Soroca, în Basarabia, într-o familie de basarabeni care s-au refugiat în Oltenia la  începutul celui de-Al Doilea Război Mondial. A fost născut în Basarabia, dar actele de identitate i-au fost întocmite în România.
În 1982 sau 1983 s-a refugiat politic în Franța, unde a lucrat sporadic în cinematografie, până la moartea survenită în circumstanțe neclare (căzut de la etajul opt al imobilului în care locuia, posibil ca urmare a unui suicid și/sau datorită consumului de alcool). Actorul ducea o viață retrasă, exilul nedovedindu-se soluția visată,; în momentul decesului, fiul său, Tudor Furdui, se afla în România.
Fiul său este din 1999 crainic sportiv la TVR1.
Actorul a scris și memorialistică: "Lumea Teatrului românesc", și 2 volume apărute postum în 1999 la Editura Fronde sub titlul „Teatrul în comunism”.

## Distincții
- Ordinul Meritul Cultural clasa a V-a (6 noiembrie 1967) „pentru merite deosebite în domeniul artei dramatice”[11]

## Filmografie

### Actor
- Doi vecini (1959) - țăranul oltean
- Soldați fără uniformă - r. Francisc Munteanu, 1960
- Setea (1961)
- Toamna se numără... - r. Mircea Mureșan, 1961
- Lupeni 29 - r. Mircea Drăgan, 1962
- Un surîs în plină vară (1964)
- Împușcături pe portativ - r. Cezar Grigoriu, 1967
- Brigada Diverse intră în acțiune (1970) - sergent-major Cristoloveanu
- Brigada Diverse în alertă! (1971) - sergent-major Cristoloveanu
- Frații (1971)
- B.D. la munte și la mare (1971) - sergent-major Cristoloveanu
- Porțile albastre ale orașului (1974) - sergent Dumitru Ionescu
- Un zâmbet pentru mai târziu - r. Alexandru Boiangiu, 1974
- Toamna bobocilor (1975) - inginerul Geo Severus
- Clipa (1979)
- Un om în loden (1979)
- Mangeclous - r. Moshé Mizrahi, 1988
- Roselyne et les lions - r. Jean Jacques Beineix, 1989 (Stainer)
- Aux yeux du monde - r. Eric Rochant, 1991 (Le père de Juliette/Tatăl Juliettei)
- Rue du Bac - r. Gabriel Aghion, 1991
- IP5: L'ile aux pachydermes - r. Jean Jacques Beineix, 1992 (Inkeeper/Hangiu)
- Mina Tannenbaum - r. Martine Dugowson, 1994 (Henri)
- La rançon du chien - r. Peter Kassovitz, 1996 (Le père/Tatăl)

### Scenarist
- Învingătorul 1981